# Trolleybus Schaffhausen
| NAW BGT 5-25 118 gegenüber dem Schaffhauser Bahnhof |  |                      |                      |
| Netzplan 2019 |  |                      |                      |
| |  |                      |                      |
| \| \| \| \| \| \| \| \| Herblingertal \| \| \| \| \| \| \| \| \| \| Kinepolis \| \| \| \| \| Busdepot \| \| \| \| \| \| \| \| \| \| Ebnatring \| \| \| \| \| Waldfriedhof \| \| \| \| \| Alpenblick \| \| \| \| \| Birkenstrasse \| \| \| \| \| Niklausen \| \| \| \| \| Hohenstoffel \| \| \| \| \| \| \| \| \| \| Ebnat \| \| \| \| \| \| \| \| \| \| Kronenhalde \| \| \| \| \| Schönenberg \| \| \| \| \| Feuerwehrzentrum \| \| \| \| \| \| \| \| \| \| \| \| \| \| \| \| \| \| \| \| Bahnhof Schaffhausen \| \| \| \| \| \| \| \| \| \| Mühlentor \| \| \| \| \| Brüggli \| \| \| \| \| Kreuz \| \| \| \| \| Gemarkungsgrenze \| \| \| \| \| Scheidegg \| \| \| \| \| Burgunwiese \| \| \| \| \| Bahnhofstrasse \| \| \| \| \| Gemeindehaus \| \| \| \| \| \| \| \| \| \| Neuhausen Zentrum \| \| \| \| \| \| \| \| \| \| Alusuisse \| \| \| \| \| Kreuzstrasse \| \| \| \| \| Neue Welt \| \| \| \| \| Rhenania \| \| \| \| \| \| \| \| \| \| Gemeindewiesen \| \| \| \| \| Durstgraben \| \| \| \| \| Herbstäcker \| \| \| \| \| \| \| |  |                      |                      |
| U-Bahn-Strecke von links (außer Betrieb) · U-Bahn-Strecke von rechts (außer Betrieb) |  |                      |                      |
| U-Bahn-Strecke (außer Betrieb) · U-Bahn-Bahnhof (Strecke außer Betrieb) |  | Herblingertal        | Herblingertal        |
| U-Bahn-Abzweig geradeaus und von links (Strecke außer Betrieb) · U-Bahn-Strecke nach rechts (außer Betrieb) |  |                      |                      |
| U-Bahn-Haltepunkt / Haltestelle (Strecke außer Betrieb) |  | Kinepolis            | Kinepolis            |
| U-Bahn-Betriebs-/Güterbahnhof Streckenanfang · U-Bahn-Haltepunkt / Haltestelle (Strecke außer Betrieb) |  | Busdepot             | Busdepot             |
| U-Bahn-Strecke nach links · U-Bahn-Abzweig ehemals geradeaus und von rechts |  |                      |                      |
| ehemaliger U-Bahn-Haltepunkt / Haltestelle · U-Bahn-Strecke von links · U-Bahn-Strecke von rechts |  | Ebnatring            | Ebnatring            |
| U-Bahn-Strecke · U-Bahn-Bahnhof · U-Bahn-Strecke |  | Waldfriedhof         | Waldfriedhof         |
| U-Bahn-Strecke · U-Bahn-Strecke geradeaus · U-Bahn-Haltepunkt / Haltestelle |  | Alpenblick           | Alpenblick           |
| U-Bahn-Strecke · U-Bahn-Strecke geradeaus · U-Bahn-Haltepunkt / Haltestelle |  | Birkenstrasse        | Birkenstrasse        |
| U-Bahn-Strecke · U-Bahn-Strecke geradeaus · U-Bahn-Haltepunkt / Haltestelle |  | Niklausen            | Niklausen            |
| U-Bahn-Abzweig geradeaus und von links · U-Bahn-Abzweig nach rechts und von rechts · U-Bahn-Haltepunkt / Haltestelle |  | Hohenstoffel         | Hohenstoffel         |
| U-Bahn-Strecke von links · U-Bahn-Abzweig geradeaus und nach rechts · U-Bahn-Strecke nach links · U-Bahn-Strecke nach rechts |  |                      |                      |
| U-Bahn-Strecke · U-Bahn-Bahnhof |  | Ebnat                | Ebnat                |
| U-Bahn-Strecke nach links · U-Bahn-Abzweig geradeaus und nach rechts |  |                      |                      |
| U-Bahn-Haltepunkt / Haltestelle |  | Kronenhalde          | Kronenhalde          |
| U-Bahn-Haltepunkt / Haltestelle |  | Schönenberg          | Schönenberg          |
| U-Bahn-Haltepunkt / Haltestelle |  | Feuerwehrzentrum     | Feuerwehrzentrum     |
| U-Bahn-Strecke von links · U-Bahn-Abzweig nach links und nach rechts · U-Bahn-Strecke von rechts |  |                      |                      |
| U-Bahn-Abzweig geradeaus und von links · U-Bahn-Strecke geradeaus und quer · U-Bahn-Abzweig geradeaus und von rechts |  |                      |                      |
| U-Bahn-Strecke nach links · U-Bahn-Abzweig von links und von rechts · U-Bahn-Strecke nach rechts |  |                      |                      |
| U-Bahn-Bahnhof |  | Bahnhof Schaffhausen | Bahnhof Schaffhausen |
| |  |                      |                      |
| U-Bahn-Haltepunkt / Haltestelle |  | Mühlentor            | Mühlentor            |
| U-Bahn-Haltepunkt / Haltestelle |  | Brüggli              | Brüggli              |
| U-Bahn-Haltepunkt / Haltestelle |  | Kreuz                | Kreuz                |
| U-Bahn-Grenze |  | Gemarkungsgrenze     | Gemarkungsgrenze     |
| U-Bahn-Haltepunkt / Haltestelle |  | Scheidegg            | Scheidegg            |
| U-Bahn-Haltepunkt / Haltestelle |  | Burgunwiese          | Burgunwiese          |
| U-Bahn-Haltepunkt / Haltestelle |  | Bahnhofstrasse       | Bahnhofstrasse       |
| U-Bahn-Haltepunkt / Haltestelle |  | Gemeindehaus         | Gemeindehaus         |
| U-Bahn-Strecke von links · U-Bahn-Abzweig nach links und nach rechts · U-Bahn-Strecke von rechts |  |                      |                      |
| U-Bahn-Bahnhof · U-Bahn-Bahnhof |  | Neuhausen Zentrum    | Neuhausen Zentrum    |
| U-Bahn-Strecke nach links · U-Bahn-Abzweig quer, von links und von rechts · U-Bahn-Strecke nach rechts |  |                      |                      |
| U-Bahn-Haltepunkt / Haltestelle |  | Alusuisse            | Alusuisse            |
| U-Bahn-Haltepunkt / Haltestelle |  | Kreuzstrasse         | Kreuzstrasse         |
| U-Bahn-Haltepunkt / Haltestelle |  | Neue Welt            | Neue Welt            |
| U-Bahn-Haltepunkt / Haltestelle |  | Rhenania             | Rhenania             |
| U-Bahn-Strecke von links · U-Bahn-Abzweig geradeaus und nach rechts |  |                      |                      |
| U-Bahn-Haltepunkt / Haltestelle · U-Bahn-Strecke geradeaus |  | Gemeindewiesen       | Gemeindewiesen       |
| U-Bahn-Strecke · U-Bahn-Haltepunkt / Haltestelle |  | Durstgraben          | Durstgraben          |
| U-Bahn-Bahnhof · U-Bahn-Strecke geradeaus |  | Herbstäcker          | Herbstäcker          |
| U-Bahn-Strecke nach links · U-Bahn-Strecke nach rechts |  |                      |                      |

Der Trolleybus Schaffhausen ist ein durch die Verkehrsbetriebe Schaffhausen vbsh betriebenes Trolleybus-System im Schweizer Kanton Schaffhausen. Es wurde am 24. September 1966 eröffnet und ersetzte seinerzeit die Strassenbahn Schaffhausen. Die einzige Route trägt die Liniennummer 1 und verbindet den Waldfriedhof in der Stadt Schaffhausen mit dem Wohngebiet Herbstäcker in der Nachbargemeinde Neuhausen am Rheinfall. Damit stellt sie auch die touristisch bedeutende Verbindung zum Rheinfall her. Die Durchmesserlinie ist heute – nach zwei Verlängerungen – in Fahrtrichtung Neuhausen 7,7 Kilometer und in Fahrtrichtung Schaffhausen 6,8 Kilometer lang. Der Trolleybus Schaffhausen ist ferner der jüngste und zudem kleinste Schweizer Trolleybusbetrieb.
Die VBSH betreiben neben der Trolleybuslinie noch fünf Autobus-Linien. Mit jährlich 3,56 Millionen Fahrgästen (Stand 2016) ist die Trolleybusverbindung jedoch die mit Abstand aufkommenstärkste Linie des Verkehrsunternehmens.

## Geschichte
Die Umstellung der Strassenbahnlinie Schaffhausen Waldfriedhof–Neuhausen Zentrum auf Trolleybusbetrieb erfolgte aufgrund einer Volksabstimmung vom 13. September 1964, der Wechsel erfolgte nahtlos vom 23. auf den 24. September 1966. Jedoch verkehrte die aus der Strassenbahn hervorgegangene Trolleybuslinie zunächst nur bis ins Ebnat, während die Strassenbahn eine Haltestelle weiter bis zum Waldfriedhof in St. Niklausen fuhr. Ursprünglich verkehrte der Trolleybus im Normalverkehr alle zehn Minuten, in den Hauptverkehrszeiten alle fünf Minuten. Das Depot übernahm der Trolleybus ebenfalls von der Strassenbahn. Dieses befand sich ursprünglich beim Cardinal, auf dem Gelände des heutigen Feuerwehrzentrums.
Im Frühjahr 1970 wurde der Trolleybus, wie einst die Strassenbahn, bis St. Niklausen verlängert. Dieses Quartier wird seither mit einer 1,9 Kilometer langen Häuserblockschleife im Uhrzeigersinn erschlossen, sie wird ohne längeren Aufenthalt an der nominellen Endstelle Waldfriedhof durchfahren.
Am 29. Mai 1974 ging eine weitere Neubaustrecke in Betrieb, hierbei handelte es sich um den 1,1 Kilometer langen Abschnitt Ebnat–Herblingertal. Mit ihr nahmen die Verkehrsbetriebe eine zweite Trolleybuslinie in Betrieb, die Linie 9 Neuhausen Zentrum–Herblingertal. Sie war eine Verstärkerlinie, die nur in den Hauptverkehrszeiten verkehrte und mit vier Solowagen bedient wurde. Die Linie 9 ersetzte somit die Verstärkerkurse der Linie 1 in den Hauptverkehrszeiten, womit auf der Linie 1 einige Jahre lang nur noch Gelenkwagen zum Einsatz kamen. Die Linie 9 bediente den neuen Streckenabschnitt im Herblingertal exklusiv, außerhalb ihrer Verkehrszeiten wurde dort kein öffentlicher Verkehr angeboten.
Am 4. August 1980 erfolgte auch eine Verlängerung am anderen Linienende, damals ging die Strecke von Neuhausen Zentrum bis Neuhausen Herbstäcker in Betrieb. Dort entstand ebenfalls eine Häuserblockschleife, sie wird gegen den Uhrzeigersinn und mit einem längeren Aufenthalt an der Endstation durchfahren. Dies führte zur Einführung eines dritten Liniensignals, denn nicht alle Kurse verkehrten bis Herbstäcker. Die kurzgeführten Trolleybusse, die nur bis Neuhausen Zentrum fuhren, wurden fortan als Linie 2 bezeichnet und weiterhin mit Gelenkwagen bedient. Im Gegenzug kehrten die Solotrolleybusse nach sechs Jahren wieder auf die Linie 1 zurück. Die Linie 9 blieb von der Verlängerung unberührt, sie endete nach wie vor im Neuhauser Zentrum.
Am 31. Mai 1987 eröffneten die VBSH ein neues Trolleybus- und Autobusdepot im Herblingertal, die Anschrift lautet Ebnatstrasse 145. Die bis heute verwendete Anlage ersetzte das alte Depot aus der Strassenbahnzeit und ist durch die Fahrleitungen der ehemaligen Linie 9 an das übrige Trolleybusnetz angeschlossen.
Seit Ende der 1980er Jahre wird das Liniensignal 2 nicht mehr verwendet. Jedoch gibt es die bis Neuhausen Zentrum kurzgeführten Kurse bis heute als Linie 1, sie sind planmäßig am Wochenende und an Feiertagen anzutreffen.
Am 20. September 1995 wurde die Linie 9 nach 21 Betriebsjahren wieder eingestellt, damit endete der Einsatz von Solotrolleybussen in Schaffhausen. Seither wird die Route von der Autobuslinie 6 bedient, auch sie bedient den betreffenden Abschnitt im Herblingertal nur in den Hauptverkehrszeiten. Zum Ausgleich für die entfallenden Kurse der Linie 9 wurde außerdem die Trolleybuslinie 1 in den Hauptverkehrszeiten auf einen 7,5-Minuten-Takt verdichtet.
Der 0,8 Kilometer lange Teilabschnitt Ebnat–Busdepot ist seit der Einstellung der Linie 9 eine reine Betriebsstrecke und dient den ein- und ausrückenden Kursen der Linie 1. Das ehemals anschließende 0,3 Kilometer lange Streckenstück Busdepot–Herblingertal, wurde anfangs 2014, aufgrund baulichen Veränderungen rückgebaut.
Zum 14. Dezember 2003 führte eine Linienwegsänderung der Autobuslinie 6, die fortan ebenfalls nach Neuhausen verkehrte, auf der Linie 1 zu einer Aufgabe des verdichteten 7,5-Minuten-Takts in den Hauptverkehrszeiten. Seither verkehrt der Schaffhauser Trolleybus ganztägig im starren Zehn-Minuten-Takt.
Vom 1. Juli 2007 bis zum 22. September 2008 wurde der ehemalige Bahnübergang über die Hochrheinbahn durch eine Unterführung ersetzt. Infolgedessen konnten die Trolleybusse nur bis Neuhausen Zentrum verkehren, der restliche Streckenabschnitt wurde über ein Jahr lang im Ersatzverkehr mit Solo-Autobussen bedient. Von dieser Baumaßnahme profitierte auch der Trolleybus, zuvor behinderten geschlossene Schranken immer wieder den Betrieb.

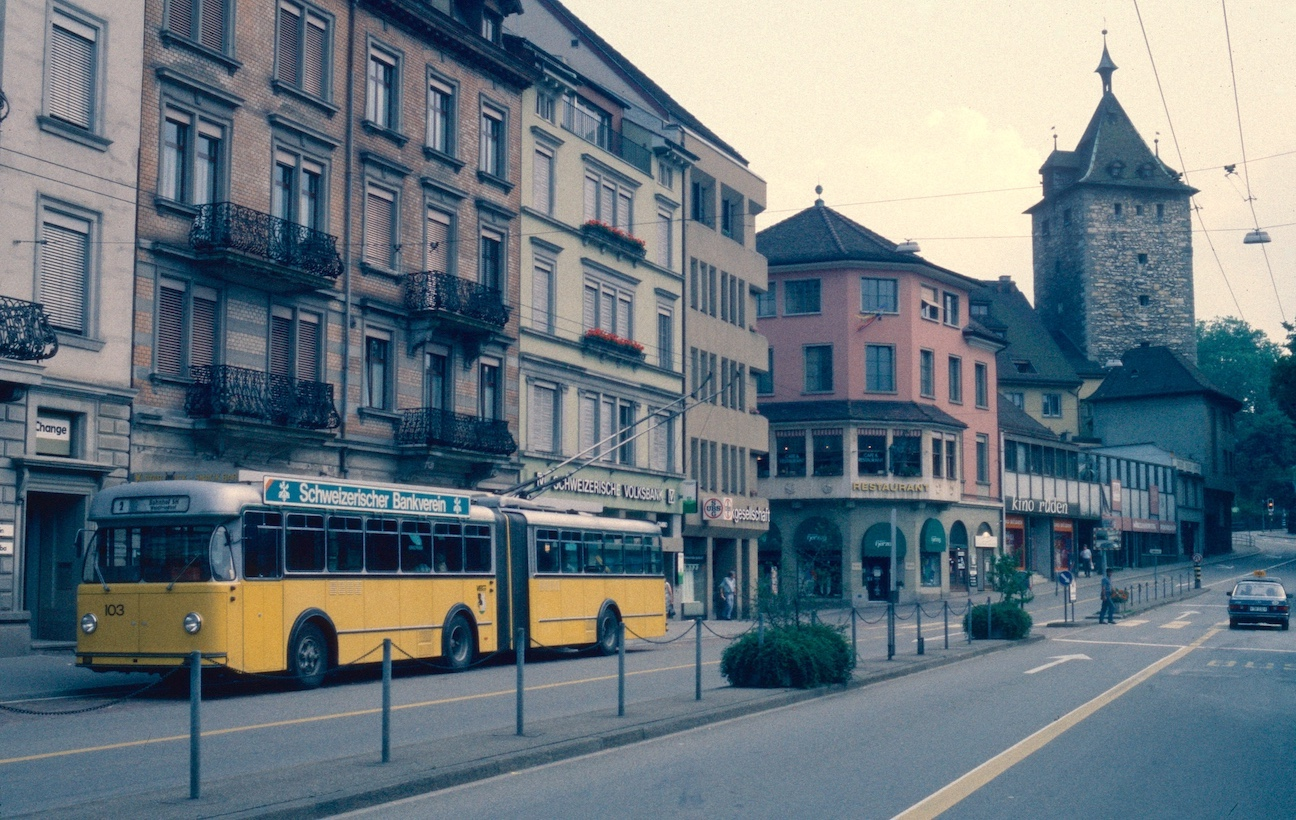
Berna-Gelenkwagen 103 gegenüber dem Hauptbahnhof, 1987
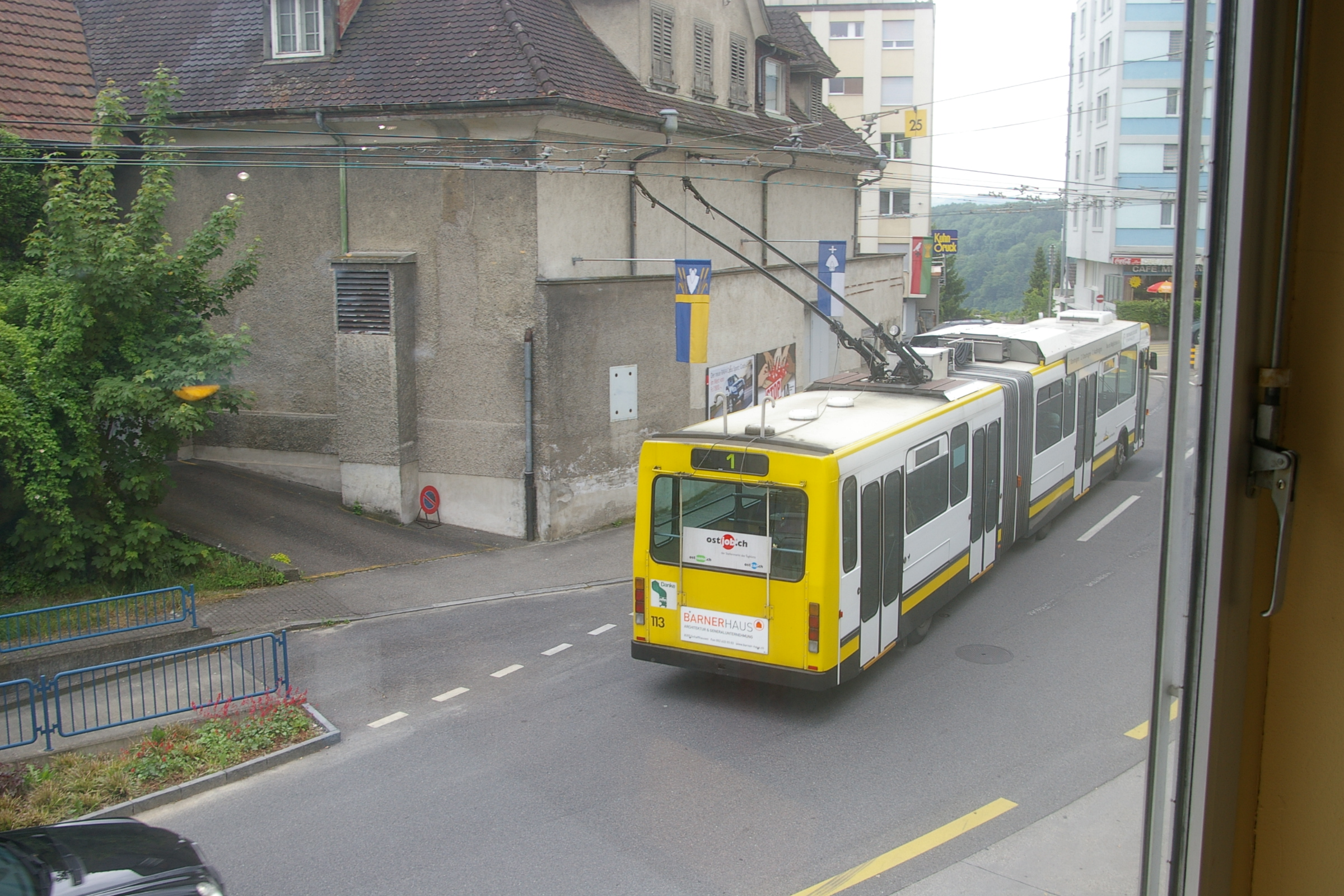
Wagen 113 im Zentrum von Neuhausen. Dieser Kurs endet hier und wird auf der Kreuzung im Hintergrund in Richtung Schaffhausen umkehren

## Einstellungsdiskussion

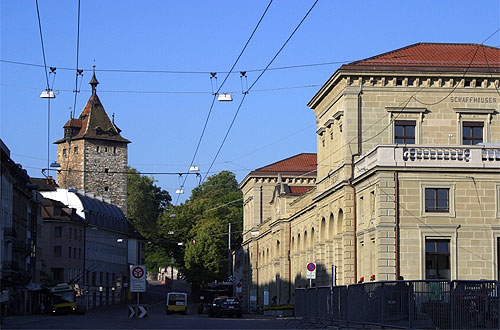
Oberleitungen beim Bahnhof

In den vergangenen Jahren stand der Fortbestand des Schaffhauser Trolleybusbetriebs aus Kostengründen in Frage, neben der Umstellung auf Dieselbusse wurde auch der Einsatz von Gasbussen ausführlich untersucht. Der Stadtrat sprach sich jedoch 2008 nach gründlicher Diskussion aus ökologischen Gründen – trotz der etwas höheren Betriebskosten – für den Erhalt des elektrischen Betriebs aus. Über eine entsprechende Vorlage stimmte das Stadtparlament im September 2008 ab, womit auch der Weg für die Beschaffung von neuen Niederflur-Gelenktrolleybussen frei wurde. Ausserdem sollte die Planung für eine zweite Trolleybuslinie aufgenommen werden. Mittelfristig war vorgesehen, auch die 8,4 Kilometer lange Autobuslinie 3 Sommerwies–Krummacker auf elektrischen Betrieb umzustellen. Hierdurch hätte sich das Fahrleitungsnetz nahezu verdoppelt.
Alternativ gingen 2021, primär für die Linie 3, 15 Batteriebusse in Betrieb und am Bahnhof wurden zwölf Schnellladestationen installiert. Die vorhandenen sieben Trolleybusse der Linie 1 wurden auf die In-Motion-Charging-Technologie umgerüstet. Nach Umrüstung sämtlicher Wagen wurde die Fahrleitung in der Bahnhofstrasse und im Zentrum von Neuhausen entfernt.
Im November 2024 wurde bekanntgegeben, dass die aktuell eingesetzten Swisstrolley 3 ab 2026 durch sechs Batterie-Gelenkbusse des spanischen Herstellers Irizar ersetzt werden sollen. Grund dafür sind geplante Strassenbauarbeiten, welche eine Umverlegung von Fahrleitungen erfordern würden, was allerdings als nicht wirtschaftlich betrachtet wird, da ab 2029 die Demontage sämtlicher Oberleitungen geplant ist.

## Fahrzeuge

### Erste Generation (Berna)

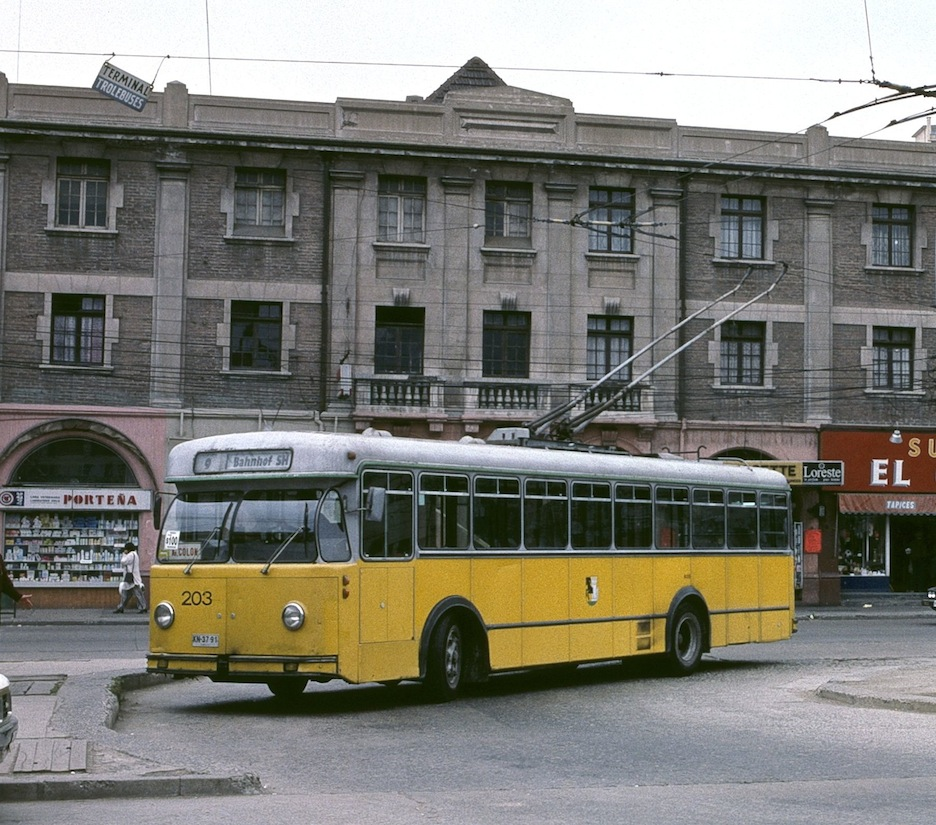
Der ehemalige Schaffhauser Berna-Trolleybus 203 von 1966, hier 1996 noch in alter Lackierung im Einsatz in Valparaíso

Die erste Fahrzeuggeneration von 1966 stammte von den Schweizer Herstellern Berna, Schindler Waggon, Ramseier + Jenzer, MFO und BBC. Sie bestand aus den fünf zweimotorigen Gelenkwagen 101 bis 105 des Typs 4 GTP und den fünf einmotorigen Solowagen 201 bis 205 des Typs 4 TP-A. Weil die Solowagen zur Eröffnung noch nicht fertiggestellt waren, mussten anfangs fünf ältere Fahrzeuge des Baujahrs 1948 vom Trolleybus Winterthur in Schaffhausen aushelfen. Der letzte Gelenkwagen der ersten Generation schied 1994 aus dem Bestand, der letzte Solowagen 1995.
Drei der Berna-Trolleybusse – die Wagen 102, 103 und 203 – wurden schon im Dezember 1992 an den Oberleitungsbus Valparaíso in Chile abgegeben. Dort stand 203 bis 2017 im Einsatz, 102 wurde schon 2009 infolge eines technischen Defekts ausgemustert. Wagen 101 wurde verschrottet, Wagen 104 ging als Ersatzteilspender nach Winterthur. Die Wagen 105 und 202 sind als historische Fahrzeuge erhalten und gehören heute Rétrobus Léman beziehungsweise dem Trolleybusverein Schweiz.

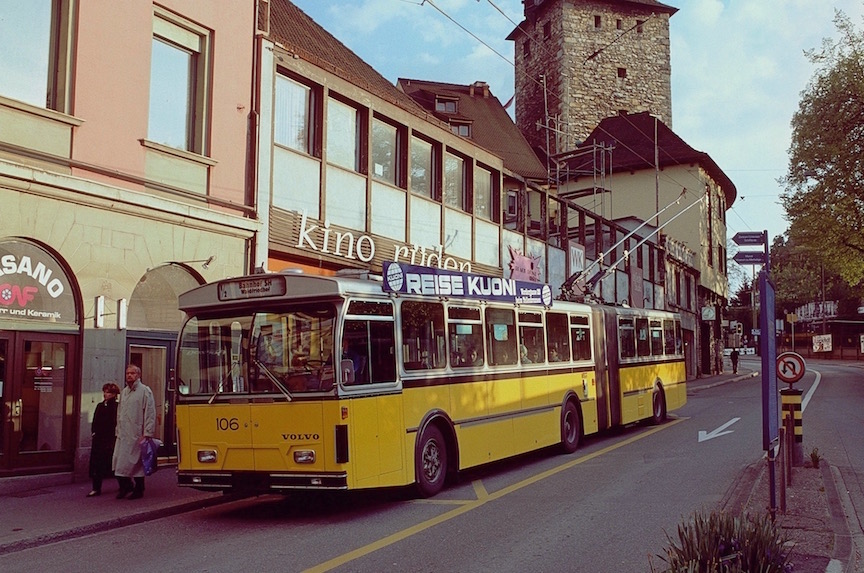
Der 1975 gebaute Wagen 106 gegenüber dem Bahnhof, beschildert als Linie 1/2 Richtung Waldfriedhof, 1991

Ein sechster Gelenkwagen mit der Nummer 106 wurde 1975 im Zuge der Einführung der Linie 9 nachbeschafft. Das von Volvo, Hess und Siemens hergestellte Fahrzeug war ein Nachbau des VST-Einheitstrolleybusses, gleichartige Wagen verkehrten auch beim Trolleybus Luzern. Das Einzelstück trug die Typenbezeichnung B58 und wurde 1999 als Ersatzteilspender nach Luzern verkauft.
1980 gelangten aufgrund der Verlängerung bis Herbstäcker außerdem noch zwei gebrauchte Saurer/Schindler-Solowagen, beide Baujahr 1961, aus Luzern nach Schaffhausen. Mit insgesamt 13 Trolleybussen erreichte der Bestand damit seinen historischen Höchststand. Diese beiden Fahrzeuge mit den Nummern 206 (ehemals Luzern 226) und 207 (ehemals Luzern 227) waren bis 1991 im Einsatz. Wagen 207 ist heute ebenfalls im Besitz von Rétrobus.

### Zweite Generation (NAW/Hess)
Die zweite Fahrzeuggeneration vom Typ BGT 5-25 wurde in den Jahren 1991 und 1992 gebaut und ersetzte die Wagen aus dem Eröffnungsjahr sowie die beiden Gebrauchtwagen aus Luzern. Sie besassen die Betriebsnummern 111 bis 118 und waren eine Gemeinschaftsproduktionen der Schweizer Unternehmen Carrosserie Hess, NAW, Ramseier & Jenzer und ABB. Erstmals in seiner Geschichte hatte der Schaffhauser Trolleybus damit ab 1995 einen vollständig homogenen Wagenpark.
Als erster Trolleybus der zweiten Generation wurde Wagen 114 schon Ende 2007 abgestellt und schließlich Anfang Januar 2009 durch einen universell einsetzbaren Dieselgelenkbus ersetzt. Mit nur noch sieben einsatzfähigen Wagen erreichte der Bestand damals seinen historischen Tiefstand. Ursächlich für die Stilllegung des Trolleybusses 114 war ein Brand im Außengelände des Depots, dieser entstand aufgrund eines technischen Defekts am Notstromaggregat. Der Wagen diente fortan als Ersatzteilspender.
Einige Trolleybusse der zweiten Generation erhielten in den letzten Betriebsjahren statt der vormaligen Rollbandanzeigen modernere Matrixanzeigen, bevor in den Jahren 2011 und 2012 auch die letzten sieben Hochflurwagen aus dem Bestand schieden.

### Dritte Generation (Swisstrolley)

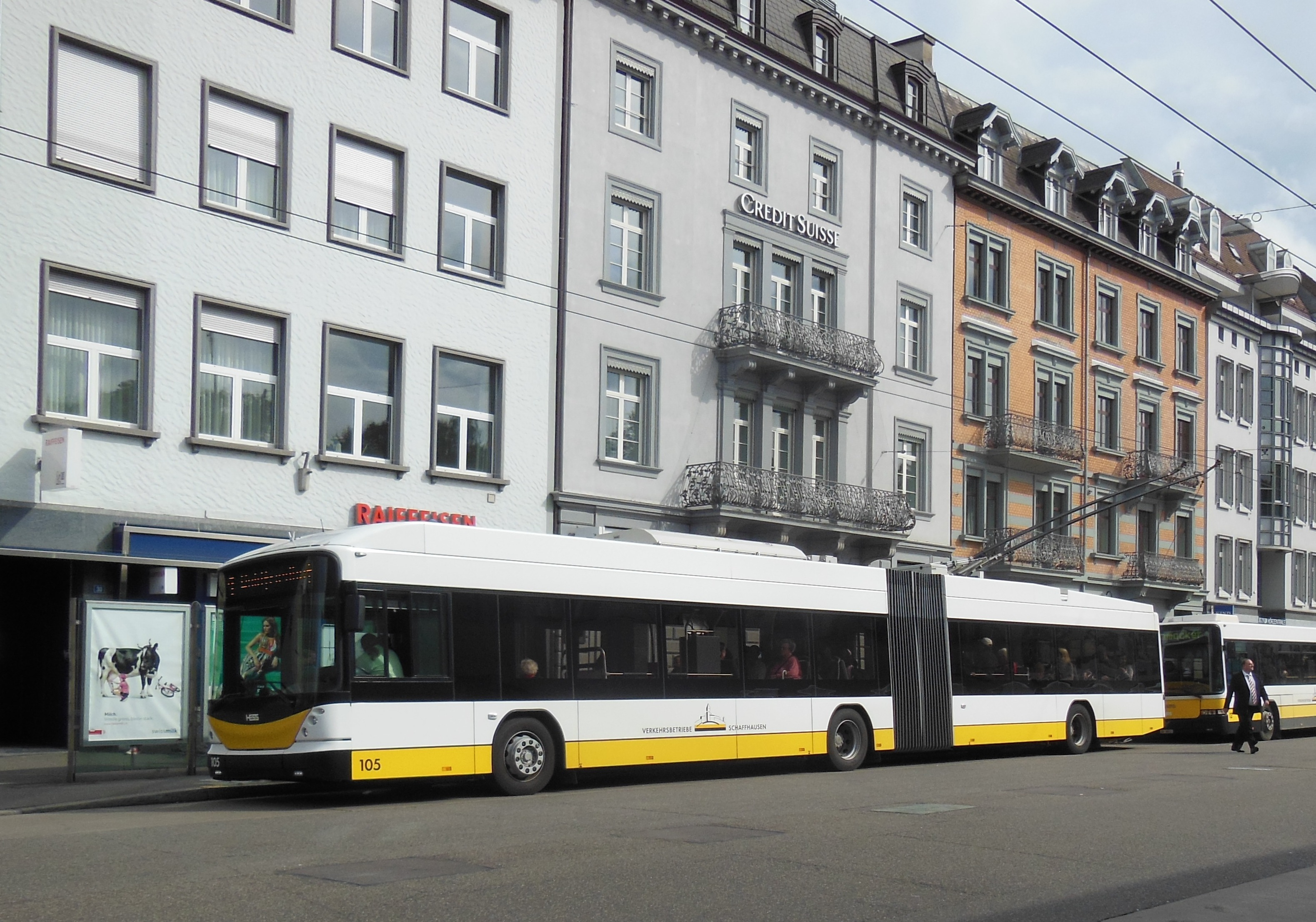
Seit 2011 verkehren auch in Schaffhausen moderne Swisstrolley 3, hier Wagen 105 vor dem Bahnhof

Als Ersatz für die zweite Generation gelangten 2011 sieben niederflurige Gelenktrolleybusse des Typs Swisstrolley 3 von Carrosserie Hess nach Schaffhausen, sie tragen die Betriebsnummern 101 bis 107. Die hierfür notwendige Entscheidung durch den Stadtrat fiel am 20. April 2010, die neuen Fahrzeuge kosteten zusammen 10,5 Millionen Schweizer Franken.
Die ersten beiden Swisstrolleys wurden am 29. Juni 2011 nach Schaffhausen überführt, die letzten folgten im September 2011. Für den Betrieb der Linie 1 werden im Normalbetrieb sechs Wagen benötigt, das siebte Fahrzeug ist Reserve.

## Trivia
Seit dem 1. Mai 2010 sind nicht mehr die Verkehrsbetriebe Schaffhausen, sondern die Elektrizitätswerk des Kantons Schaffhausen AG (EKS AG) für den Unterhalt der Trolleybus-Fahrleitungen zuständig.